# Космічний джем
«Космічний Джем» (англ. Space Jam) — американський анімаційно-ігровий комедійний фільм студії Warner Bros, який, реліз якого відбувся у 1996 році. У стрічці в головній ролі зіграли баскетбольний гравець Майкл Джордан та анімаційні герої Луні Тюнз. Продюсер — Іван Рейтман, режисер — Джо Питка. Найджел Мігель був технічним консультантом з баскетболу.
В широкий прокат фільм вийшов 15 листопада 1996 року компанією Family Entertainment (підрозділом Warner Bros). У фільмі розповідається альтернативна історія про те, що сталось з Майклом Джорданом після завершення професійної кар'єри в НБА у 1993 році та повернення до гри у 1995 році. У перший тиждень прокату фільм здобув перше місце за зборами та загалом зібрав 230 млн доларів у світі. Це зробило його найбільш касовим фільмом з баскетбольної тематики усіх часів. У цьому фільмі вперше з'явилась подружка Багз Банні — Лола Банні.

## Назва
Фільм відомий також під назвами «Космічний матч», «Космічний баскетбол», «Фінт вухами», «Космічний затор», «Корок в космосі» через двозначість слова «jam». Першочергове значення цього слова — варення, джем. Однак в баскетбольному сленгу воно означає кидок зверху. Крім того, словом «джем» у США називають короткометражні мультфільми, переважно від Warner Bros. — «Шестихвилинні Джеми».

## В ролях

### Люди
| Персонаж       | Актор            |
| -------------- | ---------------- |
| Майкл Джордан  | Майкл Джордан    |
| Білл Мюррей    | Білл Мюррей      |
| Стен Подолак   | Вейн Найт        |
| Юаніта Джордан | Тереза Рендл     |
| Джефрі Джордан | Меннер Вашингтон |

### Луні Тюнз
| Персонаж          | Оригінальний голос |
| ----------------- | ------------------ |
| Багз Банні        | Біллі Вест         |
| Елмер Фадд        | Біллі Вест         |
| Даффі Дак         | Ді Бредлі Бейкер   |
| Таз               | Ді Бредлі Бейкер   |
| Бик Торо          | Ді Бредлі Бейкер   |
| Містер Свакхаммер | Денні ДеВіто       |
| Поркі Піг         | Боб Берген         |
| Твіті             | Боб Берген         |
| Марвін Марсіанин  | Боб Берген         |
| Г'юбі і Берті     | Боб Берген         |
| Йосемайт Сем      | Білл Фармер        |
| Кіт Сільвестр     | Білл Фармер        |
| Фоггорн Леггорн   | Билл Фармер        |
| Бабуля            | Джун Форей         |
| Лола Банні        | Кет Сьюсі          |
| Пепе Ле Пю        | Моріс Ламарш       |
| Вайл І. Койот     |                    |
| Дорожній бігун    | Пол Джулиан        |

## Музика до фільму
Саундтрек до фільму був сертифікований у якості платинового диску шість разів. Пісня співака R. Kelly під назвою I Believe I Can Fly (укр. Я вірю, що можу літати) стала хітом, та отримала дві премії Греммі.

## Відеоігри
Була видана відеогра для ігрових автоматів від компанії Sega, відеоігри для консолей PlayStation, Sega Saturn, для операційної системи MS-DOS за видавництва компанії Acclaim, та портативна гра від Tiger Electronics.